# نگاره (فیلم ۱۹۹۰)
«نگاره» (انگلیسی: The Image) یک فیلم تلویزیونی به کاگردانی پیتر ورنر محصول سال ۱۹۹۰ است.
این فیلم در تاریخ ۱۷ ژانویه ۱۹۹۰ از شبکه اچ‌بی‌او ایالات متحده آمریکا پخش شده‌است.